# Юкимура, Макото
Макото Юкимура (яп. 幸村誠 Юкимура Макото) — японский мангака. Родился 8 мая 1976 года в Иокогаме и обучался в Университете искусств Тама. Как мангака дебютировал в 2000 году с мангой «Странники», публикуемой журналом Morning, а до этого был ассистентом у мангаки Сина Моримуры. В 2010 году он был гостем Международного фестиваля комиксов в Ангулеме.

## Список работ
- «Странники» (греч. ΠΛΑΝΗΤΕΣ, яп. プラネテス пуранэтэсу). Выпускалась в 2001—2005 годах. Научно-фантастическая манга про сборщиков космолома.
- Sayōnara ga Chikai no de (яп. さようならが近いので  Саёнара га тикай но дэ). Сингл для журнала Evening Magazine.
- «Сага о Винланде» (яп. ヴィンランド･サガ  Винрандо сага). Выпускалась с 2005 по 2025 год. Историческая манга про викингов, получившая в 2012 году премию Коданся[4].